# 稲生こがね園
稲生こがね園（いのうこがねえん）は、三重県鈴鹿市にある地名。丁番を持たない単独町名である。

## 地理
鈴鹿市の南部に位置し、東と北東に稲生塩屋、西と北西に稲生、南は稲生町と接している。

## 歴史
下記以前は稲生村 (三重県)#歴史を参照。
- 1988年（昭和63年）11月1日 - 住居表示の設定に伴い、稲生町の一部を分離し、設置[1]。

## 世帯数と人口
2019年（令和元年）6月30日現在の世帯数と人口は以下の通りである。
| 町丁         | 世帯数  | 人口  |
| ------------ | ------- | ----- |
| 稲生こがね園 | 290世帯 | 684人 |

### 人口の変遷
国勢調査による人口の推移。
| 1995年（平成7年）  | 806人 | [ 6 ]  |  |
| 2000年（平成12年） | 733人 | [ 7 ]  |  |
| 2005年（平成17年） | 655人 | [ 8 ]  |  |
| 2010年（平成22年） | 676人 | [ 9 ]  |  |
| 2015年（平成27年） | 660人 | [ 10 ] |  |

### 世帯数の変遷
国勢調査による世帯数の推移。
| 1995年（平成7年）  | 245世帯 | [ 6 ]  |  |
| 2000年（平成12年） | 259世帯 | [ 7 ]  |  |
| 2005年（平成17年） | 247世帯 | [ 8 ]  |  |
| 2010年（平成22年） | 259世帯 | [ 9 ]  |  |
| 2015年（平成27年） | 256世帯 | [ 10 ] |  |

## 学区
市立小・中学校に通う場合、学区は以下の通りとなる。
| 番・番地等 | 小学校             | 中学校             |
| ---------- | ------------------ | ------------------ |
| 全域       | 鈴鹿市立稲生小学校 | 鈴鹿市立白子中学校 |

## 交通
- 三重県道645号上野鈴鹿線

## その他

### 日本郵便
- 郵便番号 : 510-0206[4]（集配局：白子郵便局[12]）。